# Algrange
Algrange (en allemand Algringen) est une commune française située dans le département de la Moselle, en région Grand Est. 

## Géographie

### Localisation
La commune d'Algrange se trouve sur la rive gauche de la Moselle, à une dizaine de kilomètres à l'ouest de Thionville. Elle est limitée au sud par les communes de Nilvange et de Knutange, tandis qu'à l'est et à l'ouest, elle est bordée de deux plateaux dont un avec pelouse calcaire.
| Havange | Angevillers | Œutrange          |
|         | Algrange    | Thionville        |
| Fontoy  | Knutange    | Nilvange, Hayange |

### Géologie et relief
Le village est installé dans une vallée étroite qui s'étire sur quatre kilomètres de long et qui est parcourue par la Schtinckbach, un petit affluent de la Fensch. Le fond de la vallée se trouve à une altitude qui avoisine les 250 mètres, alors que le point culminant situé sur le plateau atteint les 395 mètres.

### Sismicité
Commune située dans une zone de sismicité 1 très faible.

### Climat
Pour des articles plus généraux, voir Climat du Grand Est et Climat de la Moselle.
En 2010, le climat de la commune est de type climat de montagne, selon une étude du Centre national de la recherche scientifique s'appuyant sur une série de données couvrant la période 1971-2000. En 2020, Météo-France publie une typologie des climats de la France métropolitaine dans laquelle la commune est exposée à un climat semi-continental et est dans la région climatique Lorraine, plateau de Langres, Morvan, caractérisée par un hiver rude (1,5 °C), des vents modérés et des brouillards fréquents en automne et hiver.
Pour la période 1971-2000, la température annuelle moyenne est de 8,9 °C, avec une amplitude thermique annuelle de 16,4 °C. Le cumul annuel moyen de précipitations est de 881 mm, avec 12,9 jours de précipitations en janvier et 8,8 jours en juillet. Pour la période 1991-2020, la température moyenne annuelle observée sur la station météorologique de Météo-France la plus proche, « Malancourt », sur la commune d'Amnéville à 13 km à vol d'oiseau, est de 10,2 °C et le cumul annuel moyen de précipitations est de 884,1 mm. 
La température maximale relevée sur cette station est de 39,3 °C, atteinte le 25 juillet 2019 ; la température minimale est de −17,9 °C, atteinte le 5 janvier 1985,,.
Les paramètres climatiques de la commune ont été estimés pour le milieu du siècle (2041-2070) selon différents scénarios d'émission de gaz à effet de serre à partir des nouvelles projections climatiques de référence DRIAS-2020. Ils sont consultables sur un site dédié publié par Météo-France en novembre 2022.

### Hydrographie et les eaux souterraines
La commune est située dans le bassin versant du Rhin au sein du bassin Rhin-Meuse. Elle n'est drainée par aucun cours d'eau.

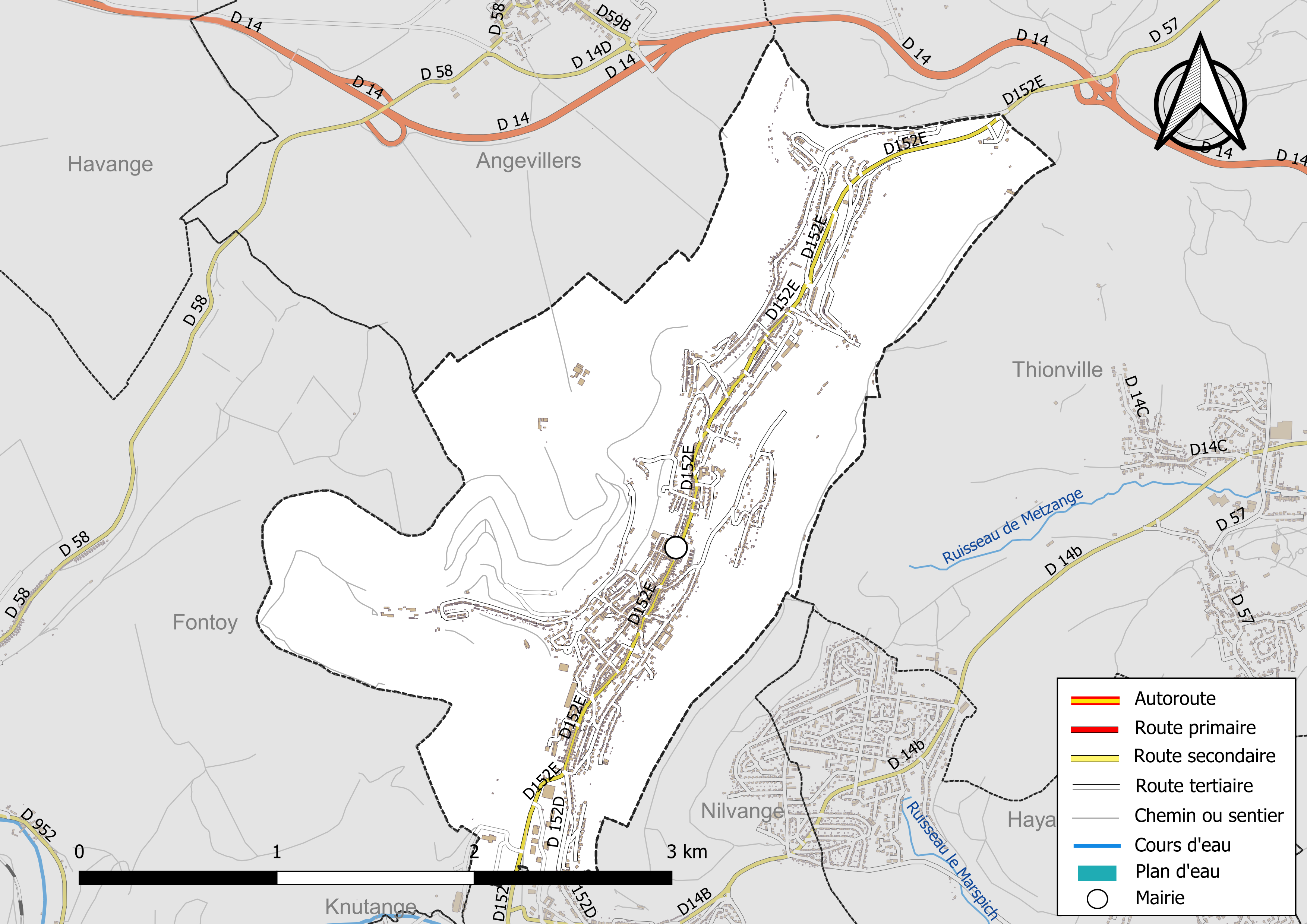
Réseaux hydrographique et routier d'Algrange.

Système d’information pour la gestion des eaux souterraines du bassin Rhin-Meuse : Masses d'eau souterraine (MESO).

## Urbanisme

### Typologie
Au 1er janvier 2024, Algrange est catégorisée grand centre urbain, selon la nouvelle grille communale de densité à sept niveaux définie par l'Insee en 2022.
Elle appartient à l'unité urbaine de Thionville, une agglomération intra-départementale regroupant douze  communes, dont elle est une commune de la banlieue,,. Par ailleurs la commune fait partie de l'aire d'attraction de Luxembourg (partie française), dont elle est une commune d'un pôle secondaire,. Cette aire, qui regroupe 115 communes, est catégorisée dans les aires de 700 000 habitants ou plus (hors Paris),.

### Occupation des sols
L'occupation des sols de la commune, telle qu'elle ressort de la base de données européenne d’occupation biophysique des sols Corine Land Cover (CLC), est marquée par l'importance des forêts et milieux semi-naturels (61,3 % en 2018), une proportion identique à celle de 1990 (61,3 %). La répartition détaillée en 2018 est la suivante : 
forêts (50,8 %), zones urbanisées (23 %), milieux à végétation arbustive et/ou herbacée (10,6 %), terres arables (9,1 %), zones industrielles ou commerciales et réseaux de communication (6,6 %). L'évolution de l’occupation des sols de la commune et de ses infrastructures peut être observée sur les différentes représentations cartographiques du territoire : la carte de Cassini (XVIIIe siècle), la carte d'état-major (1820-1866) et les cartes ou photos aériennes de l'IGN pour la période actuelle (1950 à aujourd'hui).

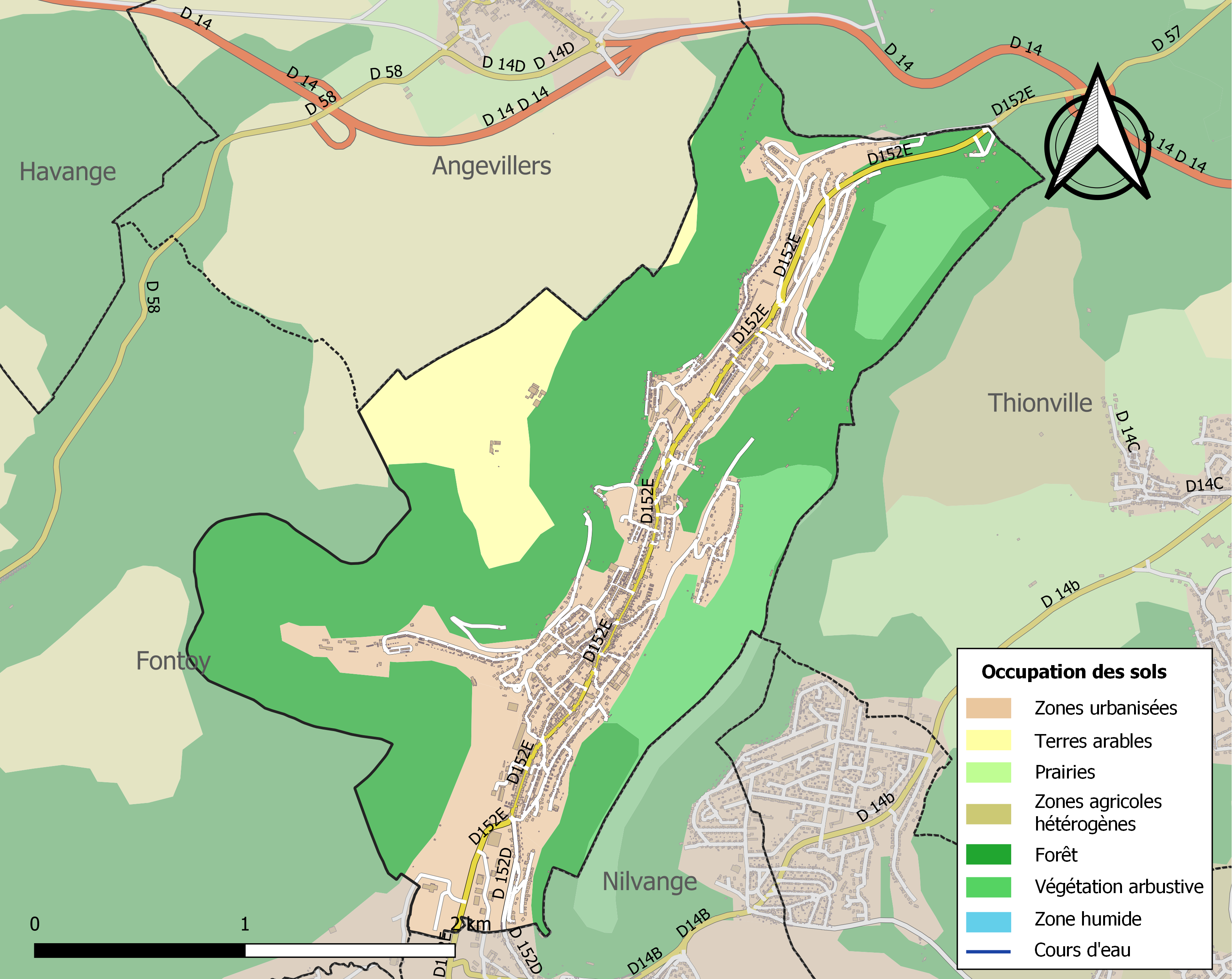
Carte des infrastructures et de l'occupation des sols de la commune en 2018 (CLC).

### Lieux-dits, hameaux et écarts
- Batzenthal.

## Toponymie

### Mentions anciennes
Cette localité est mentionnée sous les noms de,, : Alkerengis (875) ; Alringes (962) ; Alkiringes (1139) ; Alkeringis (1139) ; Algerenge (1206) ; Alringes (1293) ; Oilegrange (1304) ; Olegrange (1304) ; Olegrenge (1304) ; Alcrange (1323) ; Allgringen (1596) ; Algringen (1605) ; Halgrange (1606) ; Ollegrange (1685) ; Olgrange (1762).

En francique lorrain : Oolgréngen et Algréngen.

En allemand :  Algringen.

### Étymologie
Le suffixe -ange ou -enge (Algerenge, 1205-1206) est la forme donnée (renommage administratif) à la place du suffixe germanique -ing (« domaine »), lors de l'avancée du Duché de Bar vers 1200. Le nom des villages ayant leur finale en -ing ou -ingen a été francisé en -ange ou -enge.

## Histoire
Algrange dépendait de la province luxembourgeoise ; possession des abbayes Saint-Vanne de Verdun, Villers-Bettnach, Saint-Pierre de Metz et Justemont.
Cet endroit a dépendu de la seigneurie de Florange ; il fut après la confiscation de celle-ci réuni à la « landmairie prévôtale » d'Oetrange.
En 1817, Algrange, village de l’ancienne province des Trois-Évêchés (depuis 1659), avait pour annexe la ferme de Batzenthal. À cette époque, il y avait 228 habitants répartis dans 52 maisons et fermes.
Le moulin de Gourstal, donné en 1205 par Wirric, seigneur de Vallecour, à l’abbaye de Justemont.
Comme les autres communes de l'actuel département de la Moselle, Algrange est annexée à l’Empire allemand de 1871 à 1918. La première ligne de chemin de fer est ouverte le 1er juin 1882, suivi de peu par le premier bureau de poste, ouvert le 10 janvier 1884. L'hôpital des mines et forges est ouvert le 30 septembre 1899. Algrange connaît une période de prospérité au début du XXe siècle, grâce à ses quatre principales mines de fer (une dizaine de puits ouverts) et à l'usine sidérurgique Hütte Friede (S.M.K.) en partie sur le ban communal.
Lorsque la Première Guerre mondiale éclate, les Mosellans se battent naturellement pour l’Empire allemand. Beaucoup de jeunes gens tombèrent au champ d'honneur sous l’uniforme allemand, sur le Front de l’Est, mais aussi à l’Ouest, en particulier en France et dans les Flandres. Sujets loyaux de l'empereur, les Mosellans accueillent cependant avec joie la fin des hostilités et la paix, enfin retrouvée. Algringen redevient Algrange.
Algrange fut l'une des trois premières municipalités de Moselle, avec Hagondange et Amnéville, à être dirigée par un maire communiste, en 1923. Le Front populaire et les grèves de 1936 touchèrent la population algrangeoise. Les mines et la S.M.K. cessèrent alors leurs activités, les ouvriers étant en grève, comme dans le reste de la France.
La Seconde Guerre mondiale et le drame de l'Annexion marqueront longtemps les esprits. Beaucoup de jeunes gens incorporés de force dans les armées allemandes ne revinrent jamais. La commune sera libérée dès le 10 septembre 1944 grâce à la IIIe armée de Patton.
Dans le Républicain Lorrain daté du 17 août 1961, on pouvait lire qu'avec l'extension du Batzenthal, la ferme construite en 1726 serait appelée à disparaître, pour permettre l'extension du nouveau quartier résidentiel d'Algrange.
Une ligne de chemin de fer, qui desservait Algrange à partir de Hayange, a été fermée aux voyageurs le 31 août 1944, et aux marchandises vers 1974.

## Politique et administration

### Budget et fiscalité 2021
En 2021, le budget de la commune était constitué ainsi :
- total des produits de fonctionnement : 4 617 000 €, soit 744 € par habitant ;
- total des charges de fonctionnement : 3 964 000 €, soit 639 € par habitant ;
- total des ressources d'investissement : 1 617 000 €, soit 261 € par habitant ;
- total des emplois d'investissement : 1 412 000 €, soit 228 € par habitant ;
- endettement : 3 365 000 €, soit 543 € par habitant.

Avec les taux de fiscalité suivants :
- taxe d'habitation : 16,55 % ;
- taxe foncière sur les propriétés bâties : 30,34 % ;
- taxe foncière sur les propriétés non bâties : 70,96 % ;
- taxe additionnelle à la taxe foncière sur les propriétés non bâties : 0,00 % ;
- cotisation foncière des entreprises : 0,00 %.

Chiffres clés Revenus et pauvreté des ménages en 2019 : médiane en 2019 du revenu disponible, par unité de consommation : 20 060 €.

### Liste des maires
| Période           | Période           | Identité            | Étiquette   | Qualité                                               |
| ----------------- | ----------------- | ------------------- | ----------- | ----------------------------------------------------- |
| mars 1901         | janvier 1910      | Pierre Wiltzer      |             | maire fonctionnaire                                   |
| 19 janvier 1910   | 22 novembre 1918  | Paul Frey           |             | maire de carrière                                     |
| 28 novembre 1918  | décembre 1919     | Luc Florange        | Républicain | président de la délégation municipale d’Algrange      |
| 10 décembre 1919  | janvier 1923      | François Dorvillé   | SFIO        | caissier de mine                                      |
| 25 mars 1923      | mai 1925          | Victor Haberkorn    | PCF         |                                                       |
| 17 mai 1925       | juin 1940         | Louis Kopp          | SFIO        |                                                       |
| juin 1940         | 10 septembre 1944 | Joseph Regneri      |             |                                                       |
| 17 septembre 1944 | septembre 1945    | Nicolas Gille       |             | président de la délégation municipale d’Algrange      |
| 29 septembre 1945 | Mars 1977         | Frédéric Schultz    | Républicain |                                                       |
| 25 mars 1977      | juin 1995         | Henriette Simonetto | PCF         | conseillère générale du canton d'Algrange (1992-1998) |
| 18 juin 1995      | mars 2001         | Gilbert Schmitt     | PCF         |                                                       |
| 17 mars 2001      | mars 2008         | Roland Ruscher      | SE          |                                                       |
| 22 mars 2008      | En cours          | Patrick Peron       | PCF         |                                                       |

## Population et société

### Démographie
L'évolution du nombre d'habitants est connue à travers les recensements de la population effectués dans la commune depuis 1793. Pour les communes de moins de 10 000 habitants, une enquête de recensement portant sur toute la population est réalisée tous les cinq ans, les populations de référence des années intermédiaires étant quant à elles estimées par interpolation ou extrapolation. Pour la commune, le premier recensement exhaustif entrant dans le cadre du nouveau dispositif a été réalisé en 2008.

En 2022, la commune comptait 5 928 habitants, en évolution de −3,52 % par rapport à 2016 (Moselle : +0,52 %, France hors Mayotte : +2,11 %).
| 1793 | 1800 | 1806 | 1836 | 1841 | 1861 | 1866 | 1871 | 1875 |
| ---- | ---- | ---- | ---- | ---- | ---- | ---- | ---- | ---- |
| 264  | 200  | 217  | 334  | 341  | 357  | 335  | 367  | 364  |

| 1880 | 1885  | 1890  | 1895  | 1900  | 1905  | 1910  | 1921  | 1926  |
| ---- | ----- | ----- | ----- | ----- | ----- | ----- | ----- | ----- |
| 404  | 1 151 | 1 943 | 2 382 | 5 230 | 7 575 | 9 475 | 6 947 | 9 528 |

| 1931   | 1936  | 1946  | 1954  | 1962  | 1968  | 1975  | 1982  | 1990  |
| ------ | ----- | ----- | ----- | ----- | ----- | ----- | ----- | ----- |
| 10 175 | 7 953 | 7 877 | 8 417 | 9 163 | 8 658 | 7 658 | 6 767 | 6 325 |

| 1999  | 2006  | 2008  | 2013  | 2018  | 2022  | - | - | - |
| ----- | ----- | ----- | ----- | ----- | ----- | - | - | - |
| 6 198 | 6 326 | 6 360 | 6 297 | 6 145 | 5 928 | - | - | - |

### Enseignement
Établissements d'enseignements :
- Institut Biblique Baptiste
- École de garçons puis de filles rue Clemenceau
- Maison de la Sainte-Famille
- L.E.P.T. Saint-Vincent-de-Paul
- École maternelle La Lorraine
- École de la Mairie
- Écoles de la rue Wilson
- École du Chemin des Dames
- École maternelle rue de Londres
- Collège Évariste-Galois qui regroupe les communes de : Algrange et Nilvange
- École du Batzenthal

### Santé
Professionnels et établissements de santé : 
- médecins à Algrange, Nilvange ;
- pharmacies à Algrange, Nilvange, Hayange ;
- hôpitaux à Algrange.

### Cultes
- Culte catholique, Communauté de Paroisse Bienheureux Marcel Callo des Sources de la Fensch[32], Diocèse de Metz.
- Culte protestant, Vallée de la Fensch : Algrange, Hayange & Nilvange-Fontoy. Consistoire : réformé de Metz[33].

## Économie

### Entreprises et commerces

#### Agriculture
- Culture de céréales, de légumineuses et de graines oléagineuses.

#### Tourisme
- Restaurant.
- Camping à Thionville.
- Hôtel à Knutange.
- Gîte de France à Havange, Hayange, Thionville.

#### Commerces
- Commerces et services de proximité.

Friches industrielles des sites sidérurgiques et miniers :
- mine Burbach à Algrange ;
- mine Röchling et ensuite d'Angevillers ;
- mine Pennsbrunn et ensuite de Rochonvillers ;
- mines Witten I et II ;
- mine Moltke puis Sainte-Barbe et en dernier La Paix ;
- usine Hutte Friede Kneuttigen puis Société Métallurgique de Knutange (SMK) et Société Mosellane de Knutange (SMS) au 3/4 sur le ban d'Algrange.

## Culture locale et patrimoine

### Lieux et monuments

#### Édifices civils
- Vestiges préhistoriques et antiques.
- Façades néo-renaissances et néo-gothiques datant de l'Annexion.
- Fresque monumentale de Greg Gawra à la gloire des quatre mines et de ses travailleurs[34] : le plus grand mur peint avec le plus grand nombre de personnages ayant existé[35], sur Le Républicain Lorrain.
- Monument aux morts[36],[37] : Conflits commémorés : Guerre 1939-1945[38].
- Plaque commémorative de la SNCF.
- Stèle des mineurs des quatre mines[39].
- Pierre dite des Croates, 1650[40].

### Édifices religieux
- Église catholique Saint-Jean-Baptiste, néo-gothique, 1892.

Orgue Haerfper-Erman (1963) - François Delangue (1992).
- Chapelle Saint-Antoine-de-Padoue[42] ; installée en 1920, destinée aux nombreux mineurs immigrés, italiens et polonais ; aménagée définitivement en lieu de culte en 1934

Autel datant de 1754 à la chapelle.
- Temple protestant réformé, rue Foch construit entre 1890 et 1891[43].
- Église néo-apostolique, 1961, rue de Bous[44].
- Grotte de Lourdes, 1951[45],[46].
- Institut Pastoral Biblique Baptiste, Rue de Lorraine.

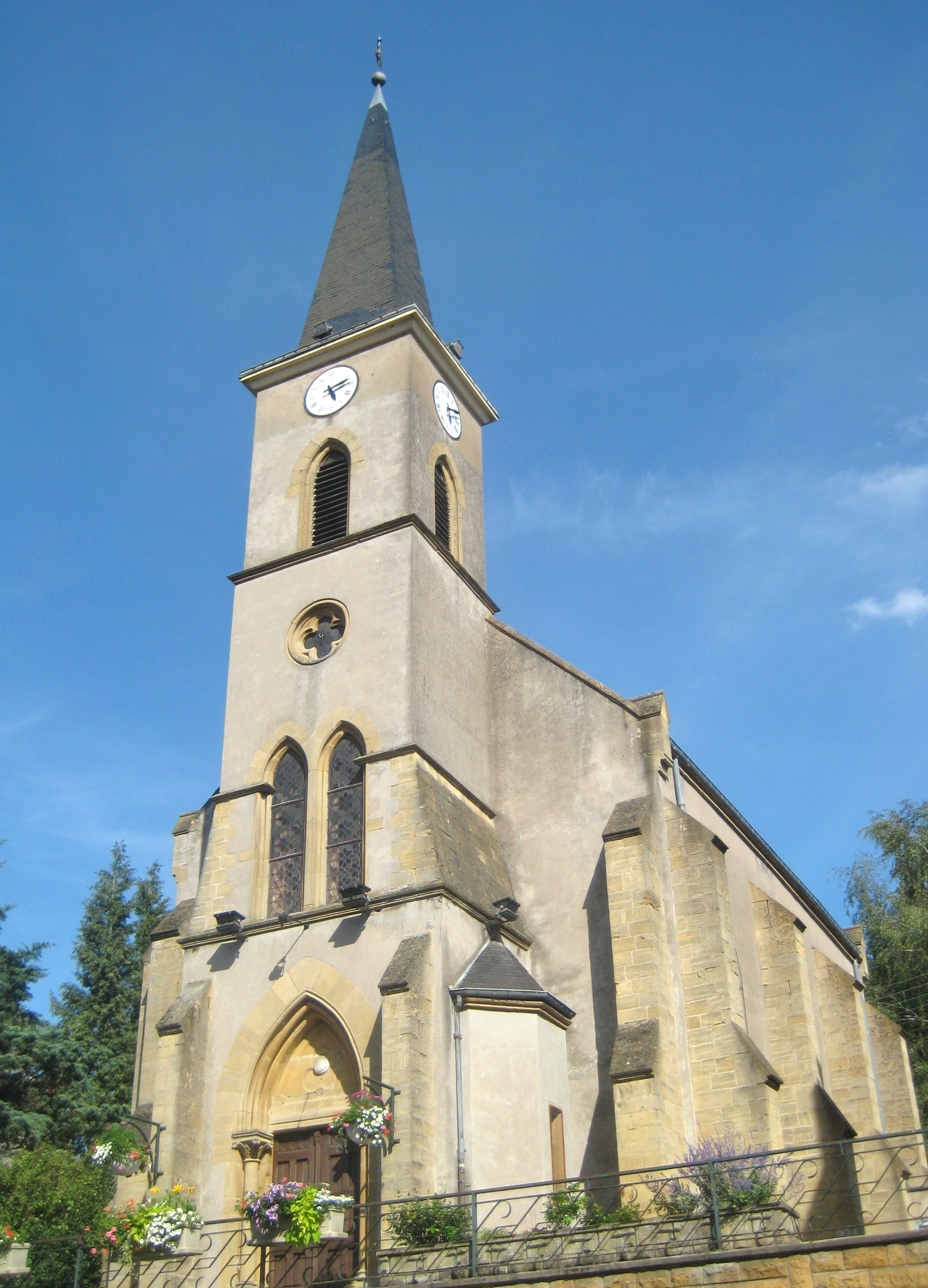
Temple protestant réformé.
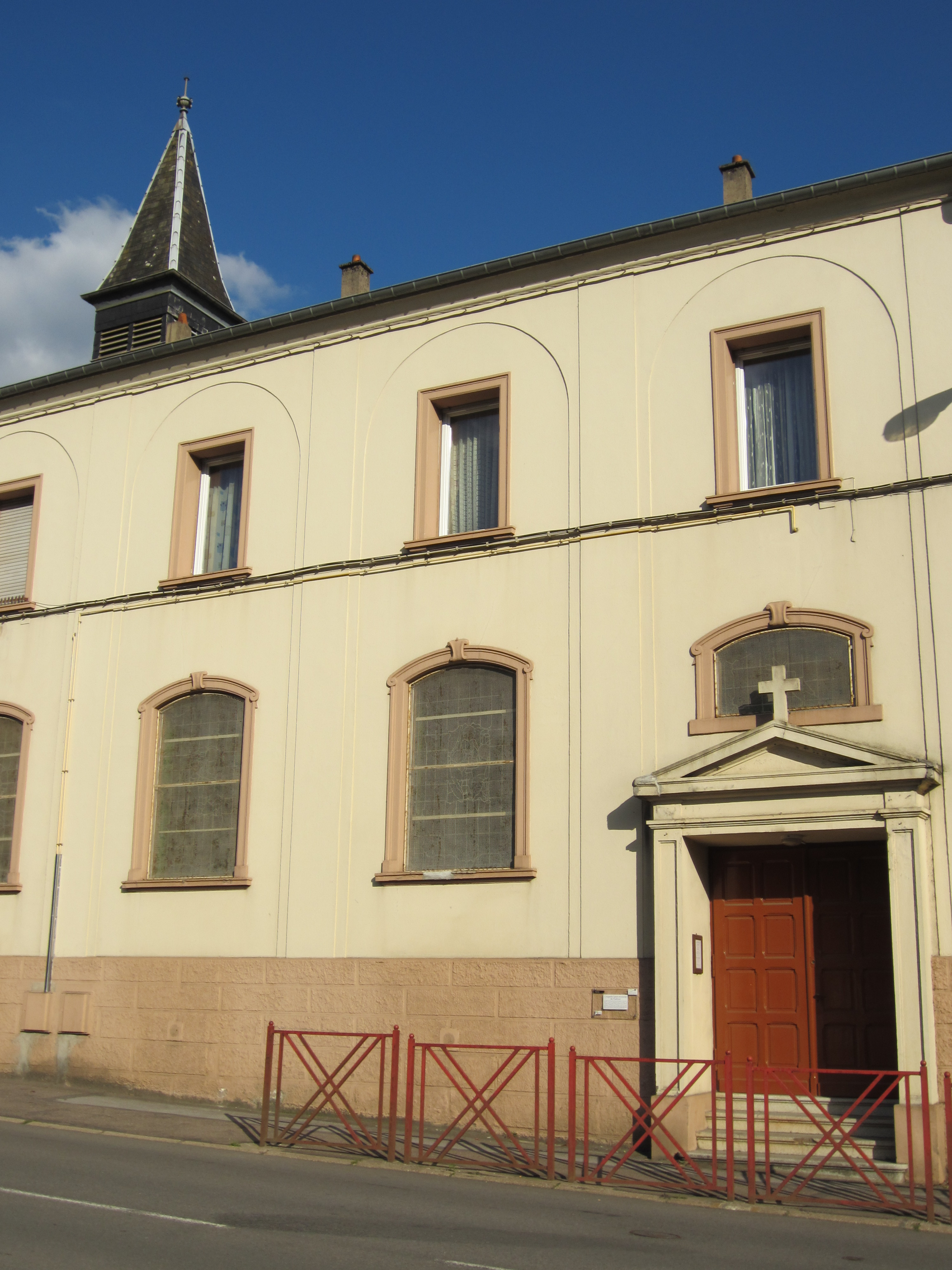
Chapelle Saint-Antoine-de-Padoue.
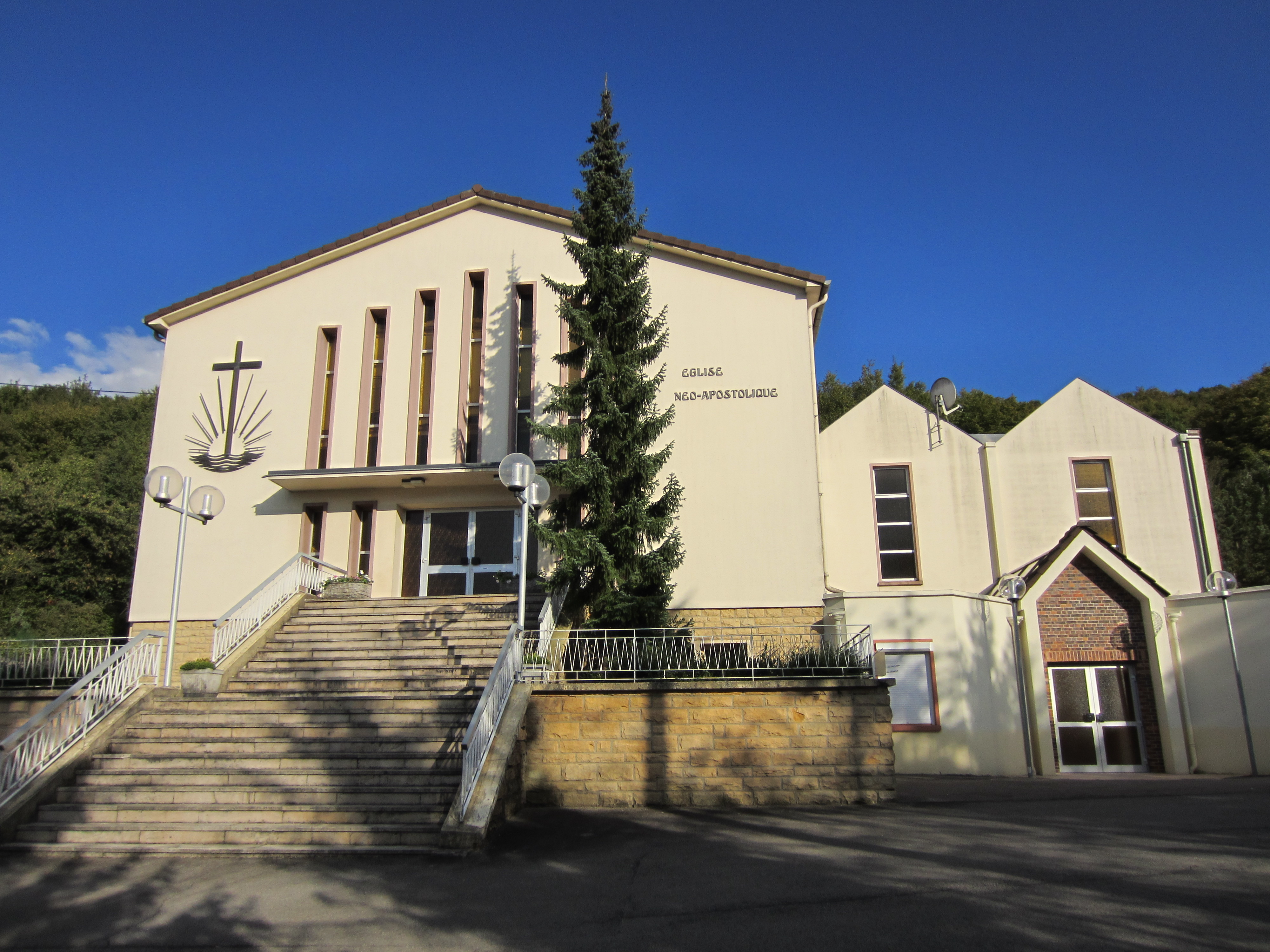
Église néo-apostolique.

### Personnalités liées à la commune
- Claude Bodziuch, footballeur français, né en 1957 à Algrange.
- Baptiste Butto, handballeur français, né en 1987 à Algrange.
- Christian Eckert, homme politique français, né en 1956 à Algrange.
- Fabien Engelmann, personnalité politique, né en 1979 à Algrange.
- Eric Marochini, haut fonctionnaire du ministère de l'intérieur, Sous-Préfet, né en 1972 à Algrange.
- Gilbert Gruss (1943-2016), karatéka français, champion de France et d'Europe, du monde par équipe, entraineur de l'équipe de France, né à Algrange.
- Philippe Hinschberger, joueur et entraîneur de football français, né en 1959 à Algrange.
- Nikolaus Kyll (1904-1973), historien des religions allemand, né à Algrange.
- Michel Liebgott, homme politique français, né en 1958 à Algrange.
- Aurélien Salmon, joueur de basket-ball français, né en 1987 à Algrange.
- Fritz Sperling (1911-1958), homme politique allemand, né à Algrange.
- Adolf Wagner (1890-1944), Gauleiter et membre de haut rang du NSDAP, né à Algrange.
- Josef Wagner (1899-1945), Gauleiter et membre de haut rang du NSDAP[47], né à Algrange.
- Michèle Watrin (1950-1974), actrice française, née à Algrange.

### Héraldique
| Blason de Algrange | Blason  | De gueules au marteau contourné d'argent posé en pal, chargé d'un dragon contourné d'or, les ailes éployées, la queue tortillée autour du manche du marteau, crachant des flammes du champ. |
| Blason de Algrange | Détails | Le blason d'Algrange. Le marteau est l'emblème du mineur et du forgeron sur un fond rouge symbolisant l'industrie métallurgique. Le dragon, emblème de feu, provenant des armes de l'abbaye Saint-Vanne de Verdun rappelle qu'une partie des terres d'Algrange était une ancienne possession de ce monastère. 1962 |

## Pour approfondir